# Direito de arrependimento
Em direito do consumidor, o direito de arrependimento ou prazo de reflexão, é o direito que o consumidor tem no Brasil de desistir, no prazo de 7 dias a contar de sua assinatura ou do ato de recebimento do produto ou serviço, sempre que a contratação de fornecimento de produtos e serviços ocorrer fora de estabelecimento comercial.

## Previsão legal

### Legislação
O direito de arrependimento está previsto no artigo 49 da Lei nº 8.078, de 1990, o Código de Defesa do Consumidor.
Caso o consumidor se arrependa da compra realizada na internet, poderá notificar o fornecedor, bem como requerer a devolução imediata e integral do que pagou, sem a necessidade de esclarecer o motivo da desistência nessa hipótese. E apesar de ter surgido originalmente para garantir a segurança jurídica do consumidor nas vendas pelo telefone e porta a porta, o direito de arrependimento atualmente é bastante útil aos consumidores no comércio eletrônico, muito embora não seja sempre respeitado, nem mesmo pelas varejistas.

### Jurisprudência
O consumidor não deve suportar nenhum ônus ao exercer o direito de arrependimento. O Superior Tribunal de Justiça (STJ) já decidiu que até as despesas decorrentes do transporte do produto para devolvê-lo é do fornecedor.